# Pompejus teater

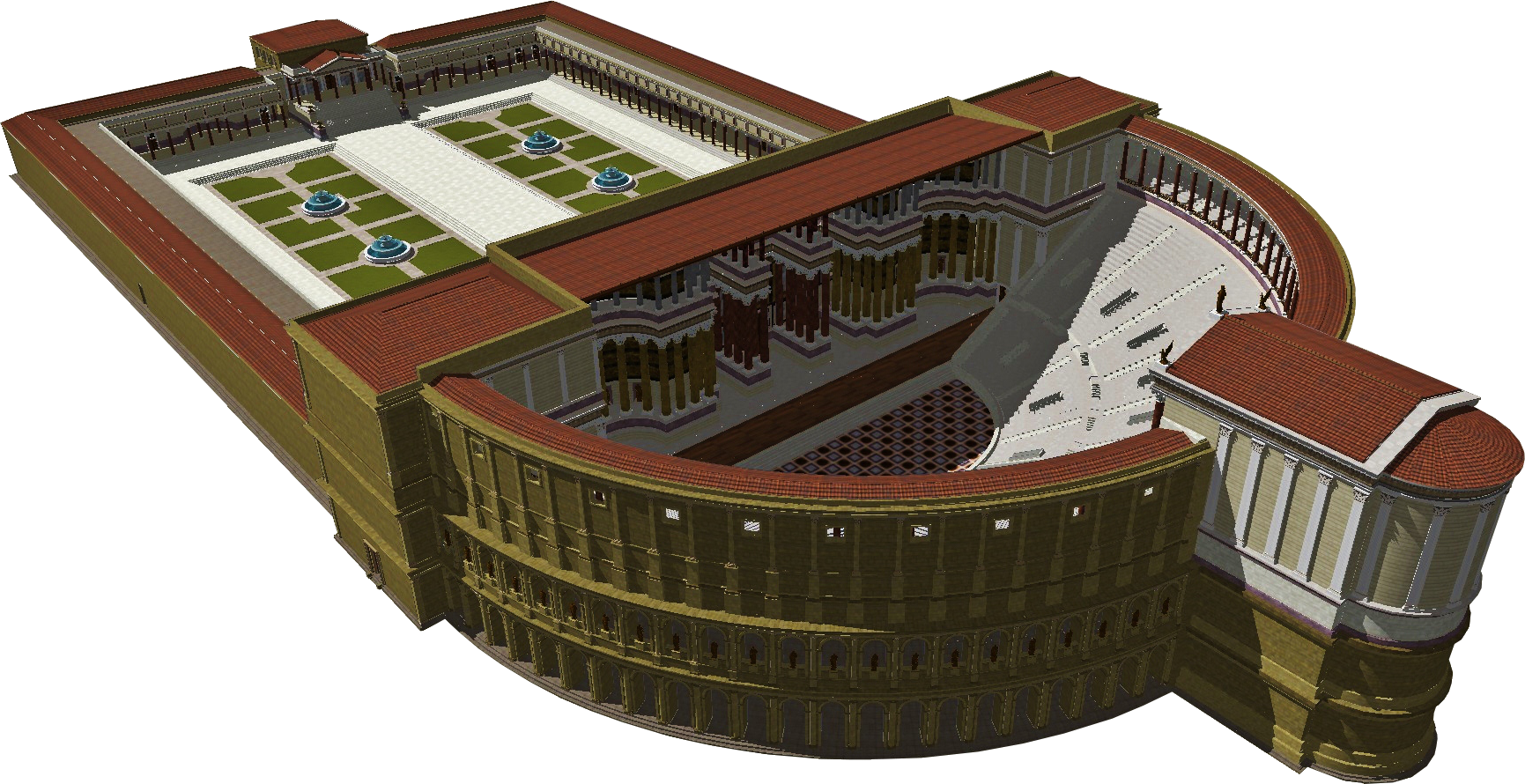
En 3D-rekonstruktion av Pompejus teater

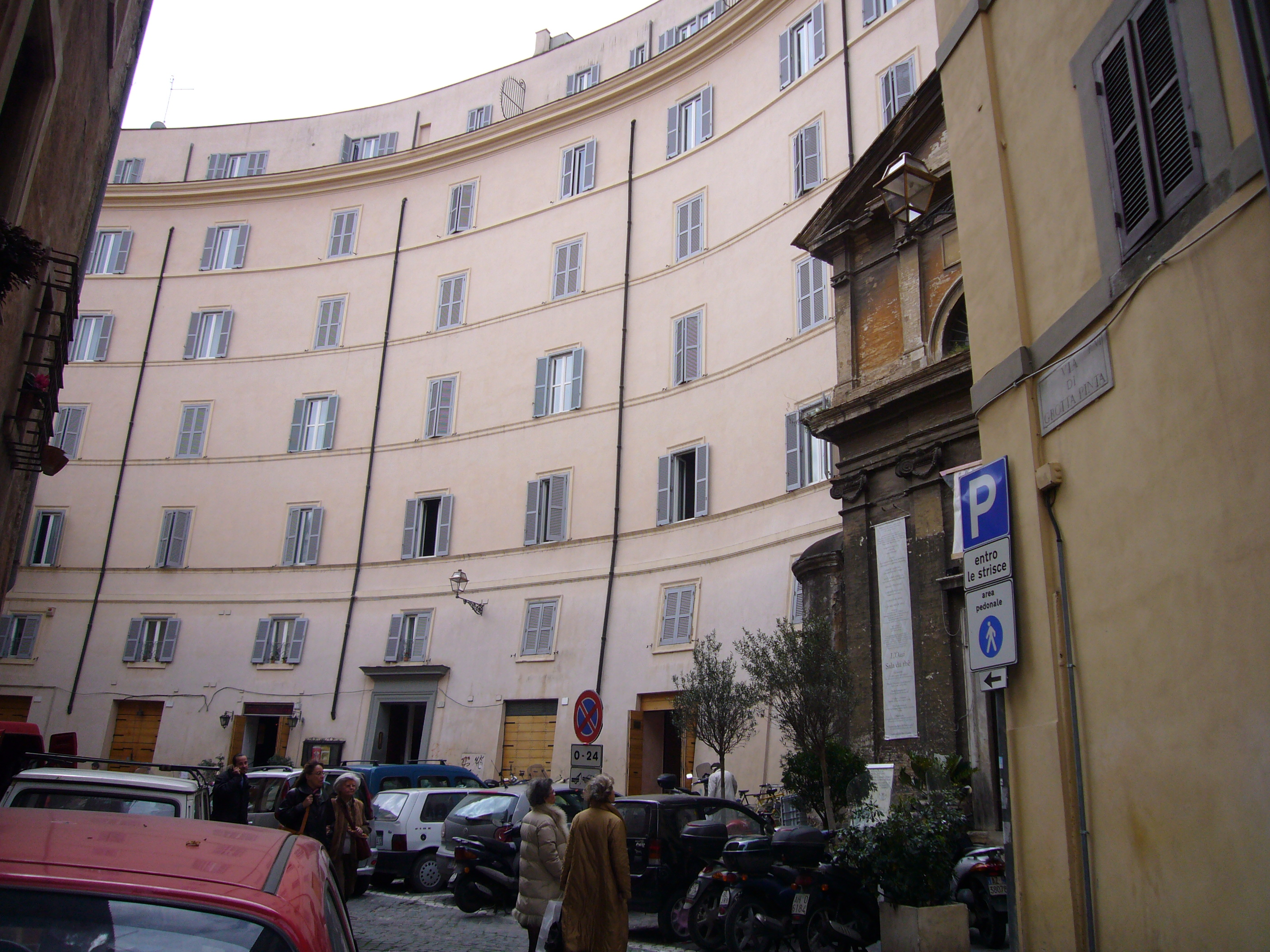
Husfasader vid Via di Grottapinta. Till höger skymtar den dekonsekrerade kyrkan Santa Maria di Grottapinta.

Pompejus teater (latin Theatrum Pompeium, italienska Teatro di Pompeo) uppfördes i Rom på initiativ av den romerske fältherren och statsmannen Pompejus. Teatern, som invigdes cirka år 55 f.Kr., var en gång i tiden världens största teater.
Åskådardelens rundning antyds i byggnaderna vid Via di Grottapinta, strax öster om Piazza Campo dei Fiori.
Julius Caesar mördades i den curia som fanns i anslutning till den stora portik, inneslutande en trädgård, som utgjorde teaterbyggnadens östra del den 15 mars år 44 f.Kr.
| Plan över Campus Martius |
| --- |
| Tibern Navalia Circus Flaminius Marcellusteatern Diana- templet Pietas- templet Janustemplet Junos tempel Spestemplet Bellona- templet Apollo Sosianus tempel Jupiter Stators tempel Juno Reginas tempel Octavias portik Filippus portik Hercules Musarum- templet Octavius portik Balbus- teatern Crypta Balbi Porticus Minucia Nymfernas tempel Diribitorium Juturnas tempel Fortunas tempel Feronias tempel Lares Permarinis tempel Pompejus curia Pompejus portik Pompejusteatern Venus Victrix tempel Marstemplet Hercules Custos tempel Castors och Pollux tempel Pons Fabricius Tiberön Porticus Maximae Neptunus- templet Divorum Villa Publica Hecatostylon Fortuna Equestris tempel Statilius Taurus amfiteater |